# Arjan Veurink
Arjan Veurink (Ommen, 23 september 1986) is een Nederlands voetbalcoach.

## Carrière
Veurink begon zijn trainerscarrière als tiener bij OZC uit Ommen alwaar hij de jeugd trainde. In 2007 kwam hij tijdens een zomerkamp in de Verenigde Staten in aanraking met vrouwenvoetbal, hetgeen zijn mening over die tak van sport 180 graden deed draaien. In datzelfde jaar kwam hij via een project bij FC Twente terecht dat dat jaar net met een vrouwenelftal begon. In seizoen 2008/09 werd hij assistent-trainer van Mary Kok-Willemsen en ook het seizoen erop was hij haar assistent. In 2010 kreeg Veurink het beloftenelftal van de club onder zijn hoede, dat net gepromoveerd was naar de hoofdklasse. Onder zijn leiding werd het jonge elftal vierde in de competitie, hetgeen genoeg was om te promoveren naar de nieuwe Topklasse. Nadat hij met hetzelfde elftal in de Topklasse was gestart in seizoen 2011/12 werd hij halverwege doorgeschoven naar het eerste elftal. Doordat John van Miert een functie op zich nam bij de voetbalacademie was de positie vrijgekomen. Zo werd Veurink op 25-jarige leeftijd trainer van de FC Twente Vrouwen.
Met Twente won hij tweemaal de Women's BeNe League, werd hij viermaal landskampioen en won hij eenmaal de beker. Hij was tussen 2017 en 2021 assistent van Sarina Wiegman bij het Nederland vrouwenvoetbalelftal. In die periode won hij met Nederland de Europese titel in 2017, werd de wk-finale verloren in 2019 en nam het team deel aan de Olympische Zomerspelen 2020 (in 2021). Hij trad daarna in dienst bij Wiegman als assistent van het Engels vrouwenvoetbalelftal dat in 2022 Europees kampioen werd. Na het EK voor vrouwen in Zwitserland in juli 2025 volgt hij Andries Jonker op als coach van het Nederland vrouwenvoetbalelftal; hij zal in beginsel tot en met het EK van 2029 coach van de vrouwen zijn.